# Bahnhof Venlo

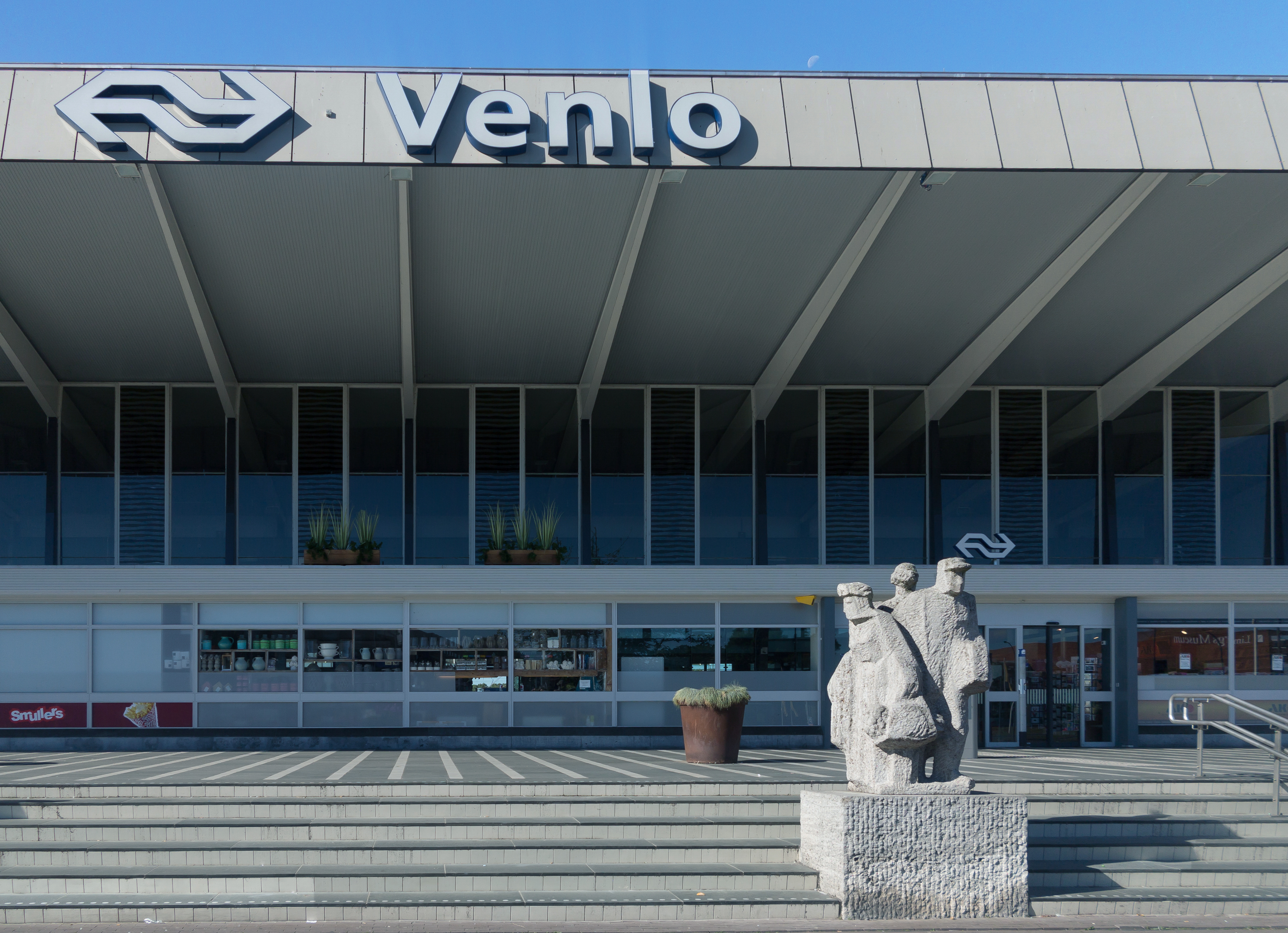
Skulptur (Reizigers) vor dem Bahnhof

Der Bahnhof Venlo ist der Personenbahnhof für die Stadt Venlo und gleichzeitig ein wichtiger europäischer Grenzbahnhof, insbesondere für den Güterverkehr.

## Geschichte
Der erste Bahnhof wurde im November 1865 als Teil der Strecke von Nijmegen nach Maastricht eröffnet. Dieser befand sich nicht an der Stelle des jetzigen Bahnhofes, sondern etwas weiter südlich. 1874 wurde der Personenbahnhof an die heutige Stelle verlegt. Einer der Gründe dafür war die Hamburg-Venloer Bahn. Deren linksrheinischer Teil von Venlo über Straelen nach Wesel wurde 1874 eröffnet und nach der Zerstörung der Weseler Eisenbahnbrücke im Zweiten Weltkrieg Stück für Stück stillgelegt. Das alte Bahnhofsgelände dieser Linie in Venlo bildet heute den Julianapark. Die Hamburg-Venloer Bahn gehörte zum Projekt einer Linie von Paris nach Hamburg. Deren westlich anschließende Strecke zwischen Venlo und Antwerpen wurde aber nie gebaut, da neben der vorbestehenden Strecke entlang der Maas nach Maastricht und dem 1869 bis 1879 gebauten Eisernen Rhein (Antwerpen–Roermond–Mönchengladbach) kein Bedarf an einer weiteren Strecke ähnlicher Richtung bestand.
Im Jahre 1958 entstand in Venlo ein neues Empfangsgebäude, das durch den Architekten Koen van der Gaast entworfen wurde. Es ist in einem für niederländische Bahnhöfe dieser Ära typischen Baustil gehalten und zeichnet sich durch seinen Uhrenturm sowie das die gesamte Bahnhofsfront überspannende Vordach aus. Beide Venloer Bahnhöfe waren von Beginn an Fernbahnhöfe, so verkehrte in Venlo unter anderem ab 1901 ein Durchgangszug (D) zwischen Hoek van Holland und Basel. Später gab es auch eine direkte Zugverbindung zwischen Den Haag und Köln, welche später auf Eindhoven–Köln verkürzt und 1999 ganz eingestellt wurde. Seitdem müssen Fahrgäste von Deutschland in die Niederlande in Venlo umsteigen, da nur noch binnenniederländischer Fernverkehr durchgeführt wird. Ebenfalls verkehrte in Venlo der Alpenexpress, welcher Venlo mit den Skigebieten in Österreich und der Schweiz verband.

## Empfangshalle
In der Empfangshalle des Venloer Bahnhofs hat sich bis zum 3. September 2021 ein Reisezentrum befunden, was aus finanziellen Gründen nicht mehr weitergeführt werden konnte. Außerdem sind Zeitschriften- und Blumengeschäft sowie ein Kiosk vorhanden. Des Weiteren befindet sich außen am Bahnhof eine Wechselstube (GWK). Um die Empfangshalle attraktiver zu machen, wurde das Gebäude im Jahre 2007 umfangreich renoviert. Die Empfangshalle ist nun offener und heller gestaltet. Der Bahnhof ist barrierefrei ausgebaut. Es sind zwei Fahrstühle vorhanden.

## Betrieb und Verkehr
In Venlo verkehren Bahnen von drei verschiedenen Verkehrsunternehmen. Der InterCity Richtung Eindhoven Centraal – Schiphol Airport wird von der NS, der Regionalzug Roermond – Nijmegen von Arriva und der Maas-Wupper-Express nach Hamm von der Eurobahn betrieben.

## Streckenverbindungen
Seitdem 1999 der Schnellzug Eindhoven – Köln eingestellt wurde, wird Venlo fast nur noch von niederländischen Fernzügen bedient. Eine Ausnahme ist jedoch der traditionelle Alpen-Express. Dieser verbindet immer zur Skisaison die niederländischen Städte Utrecht, ’s-Hertogenbosch und Venlo mit dem österreichischen Alpengebiet.
Im Jahresfahrplan 2022 verkehren folgende Linien am Bahnhof Venlo:
| Zugtyp             | Linienverlauf | Frequenz                                             |
| ------------------ | --- | ---------------------------------------------------- |
| Intercity          | Schiphol Airport – Utrecht Centraal – ’s-Hertogenbosch – Eindhoven Centraal – Helmond – Venlo | halbstündlich                                        |
| Intercity          | Dordrecht – Rotterdam Centraal – Schiedam Centrum – Delft – Den Haag HS – Leiden Centraal – Schiphol Airport – Amsterdam Zuid – Utrecht Centraal – ’s-Hertogenbosch – Eindhoven Centraal – Helmond – Venlo | halbstündlich (fährt nur abends und sonntags)        |
| Intercity          | Eindhoven Centraal – Helmond – Venlo | halbstündlich (fährt nur frühmorgens und spätabends) |
| RE 13              | Maas-Wupper-Express: Venlo – Kaldenkirchen – Breyell – Boisheim – Dülken – Viersen – Mönchengladbach Hbf – Neuss Hbf – Düsseldorf-Bilk – Düsseldorf Hbf – Wuppertal-Vohwinkel – Wuppertal Hbf – Wuppertal-Barmen – Wuppertal-Oberbarmen – Schwelm – Ennepetal (Gevelsberg) – Hagen Hbf – Schwerte (Ruhr) – Holzwickede – Unna – Bönen – Hamm (Westf) Hbf Stand: Fahrplanwechsel Dezember 2023 | 60 min                                               |
| Stoptrein (Arriva) | Nijmegen – Venray – Venlo – Roermond | halbstündlich                                        |
| Stoptrein (Arriva) | Nijmegen – Venray (– Venlo) | 3× täglich (fährt abends und am Wochenende nicht)    |

## Galerie

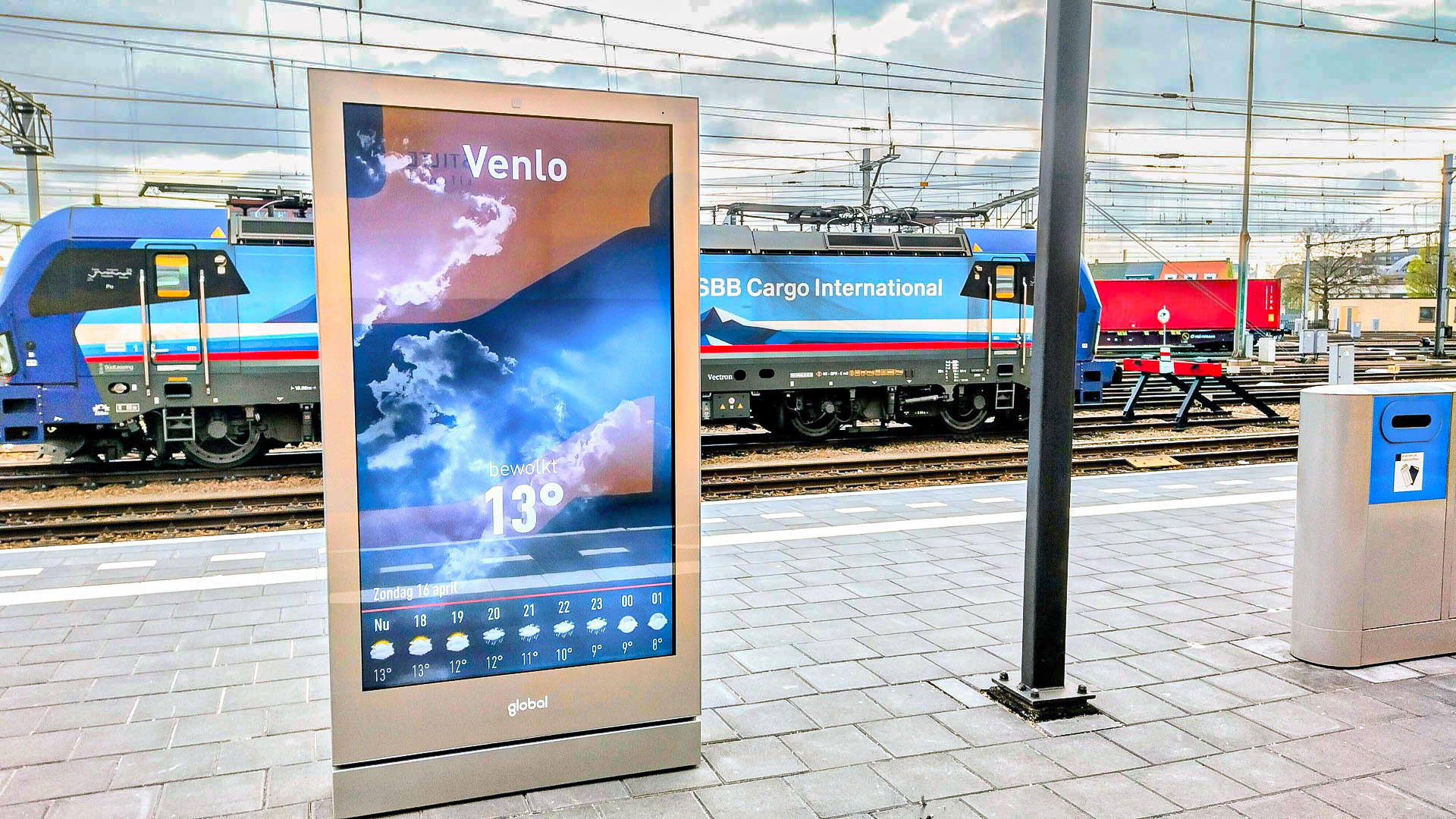
Schweizer Eisenbahn SBB Cargo International
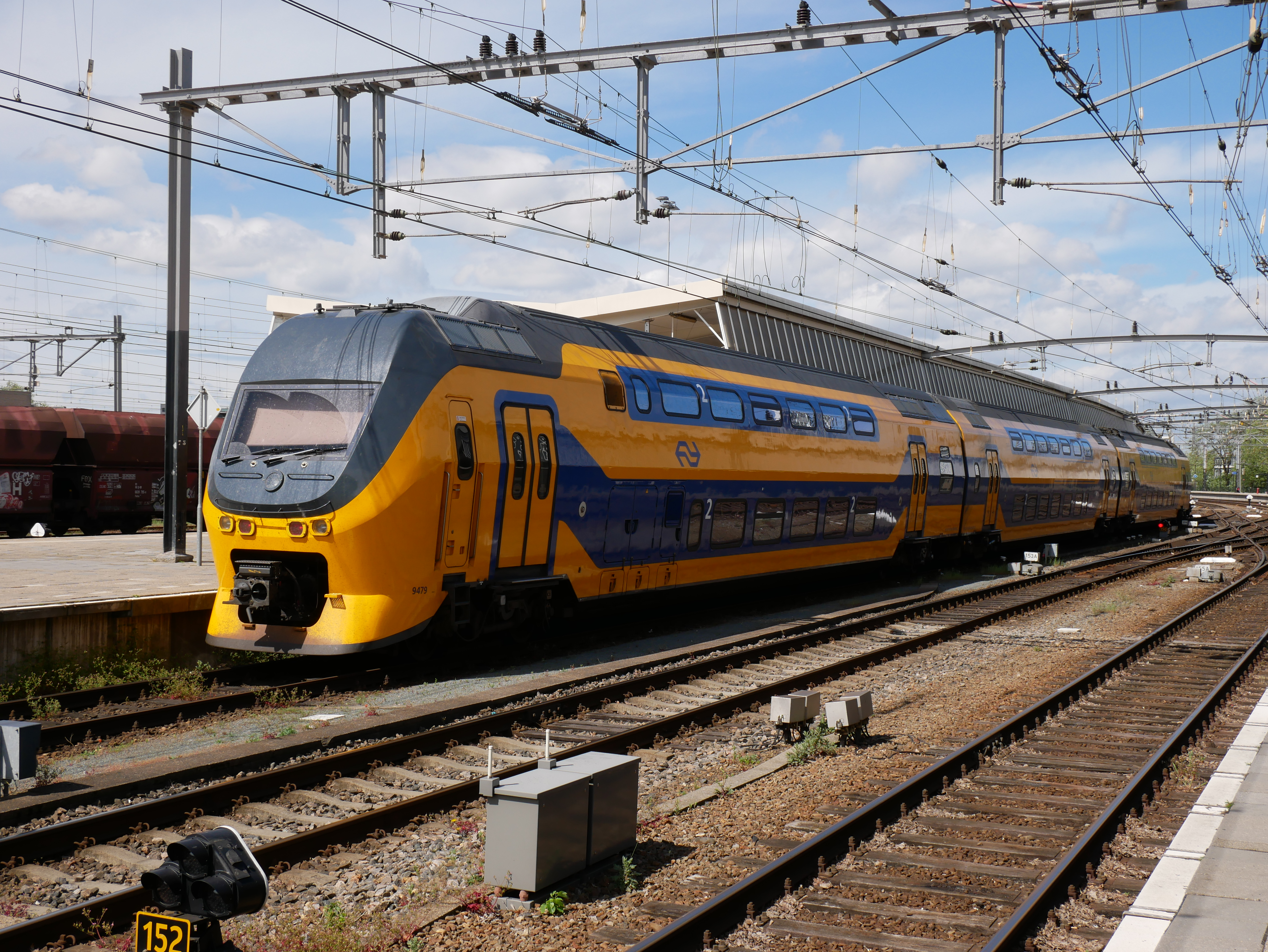
Halt eines InterCitys in Venlo
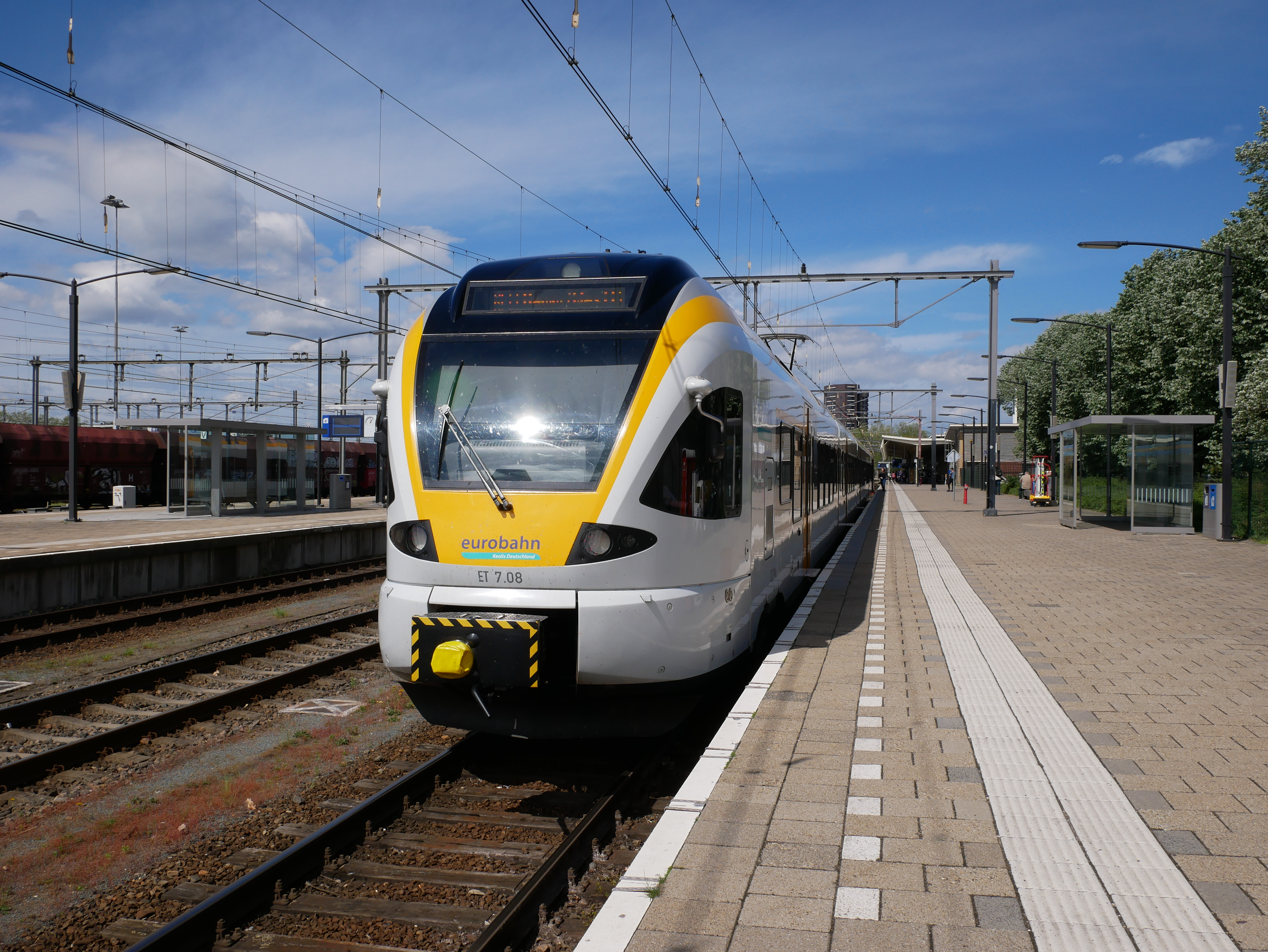
Zug des grenzüberschreitenden Maas-Wupper-Expresses am Bahnhof (2019)
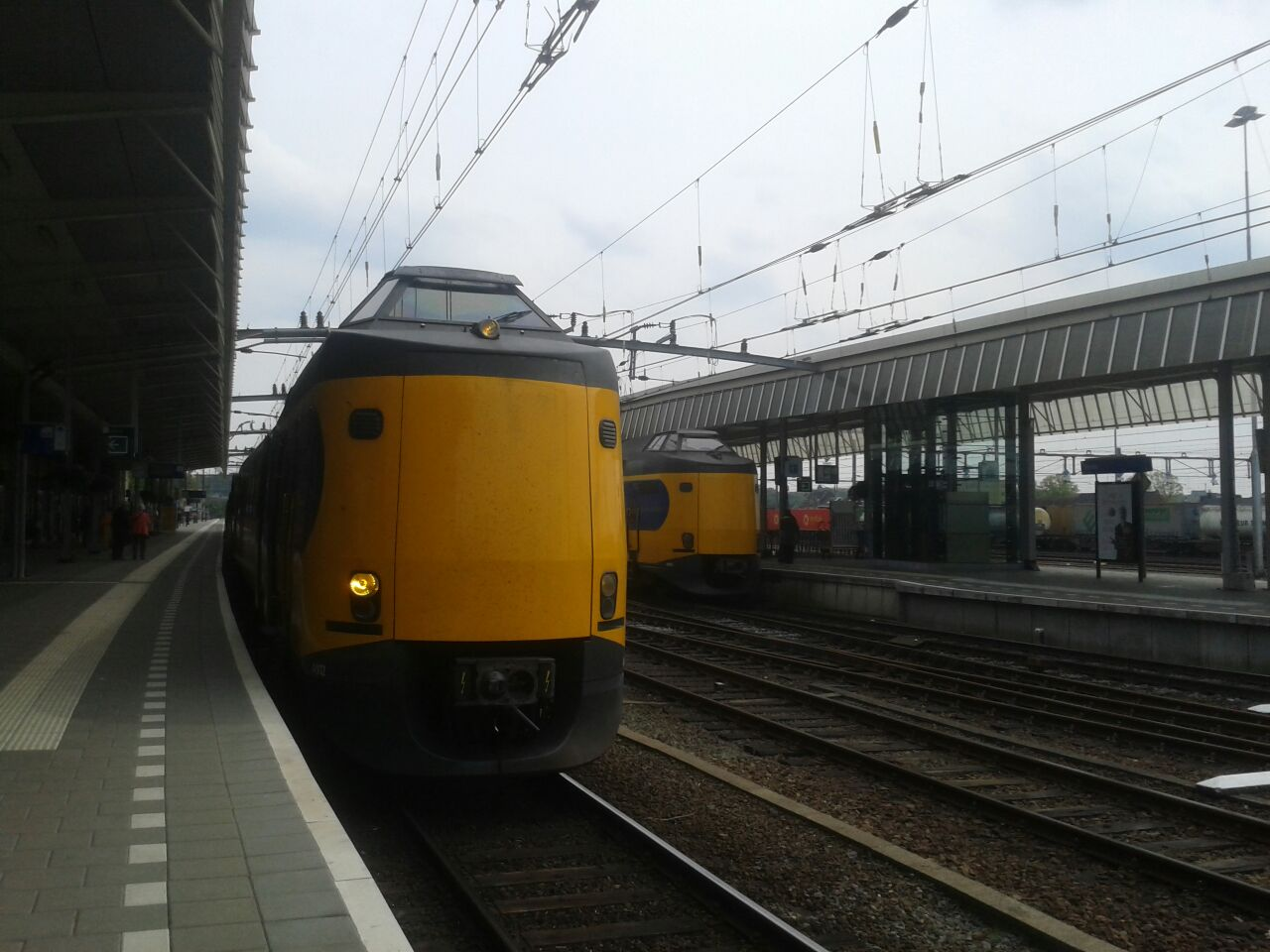
Zwei InterCitys in Venlo
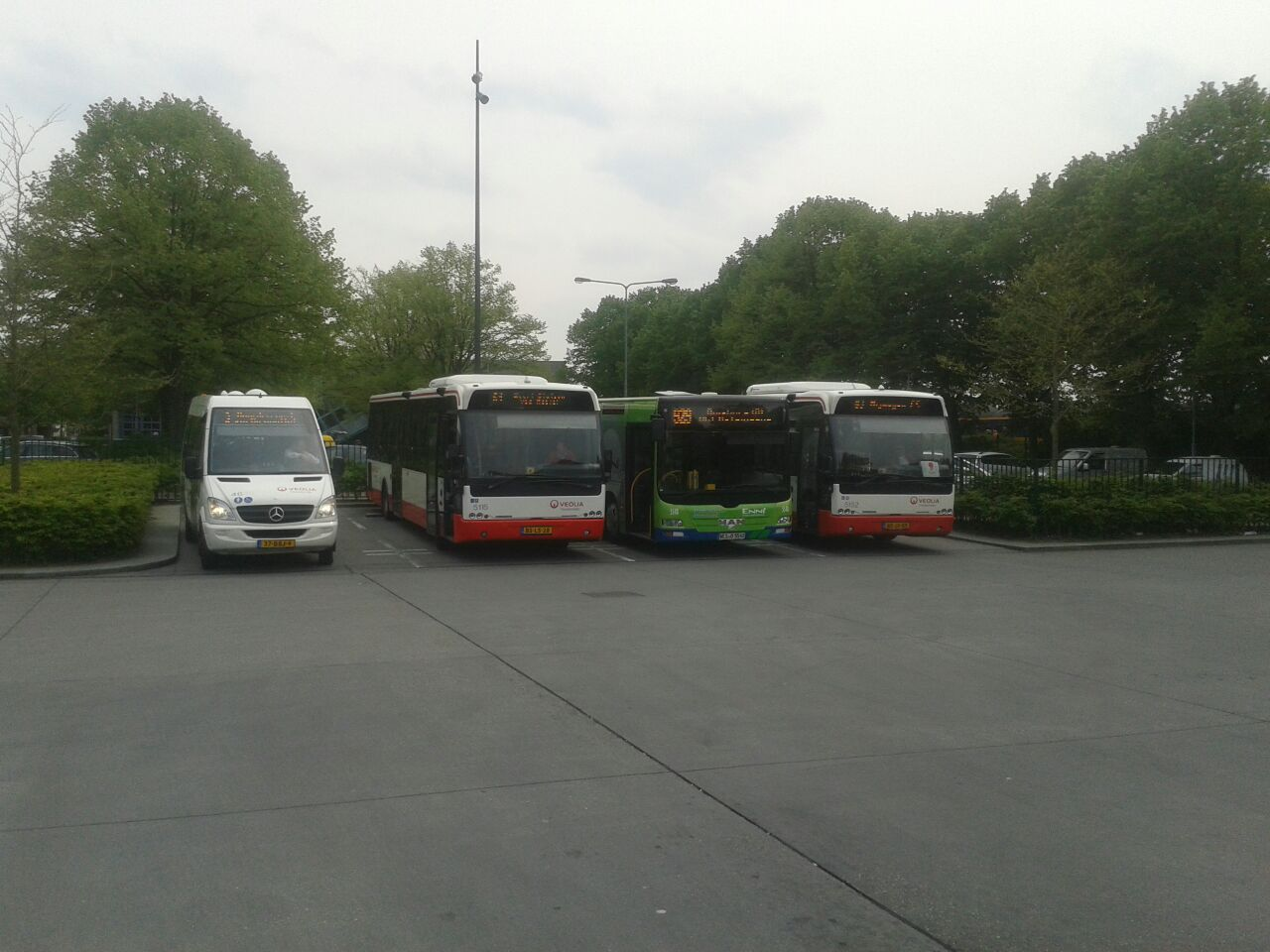
Mehrere Busse am Busbahnhof, unter anderem ein deutscher Bus der NIAG nach Duisburg
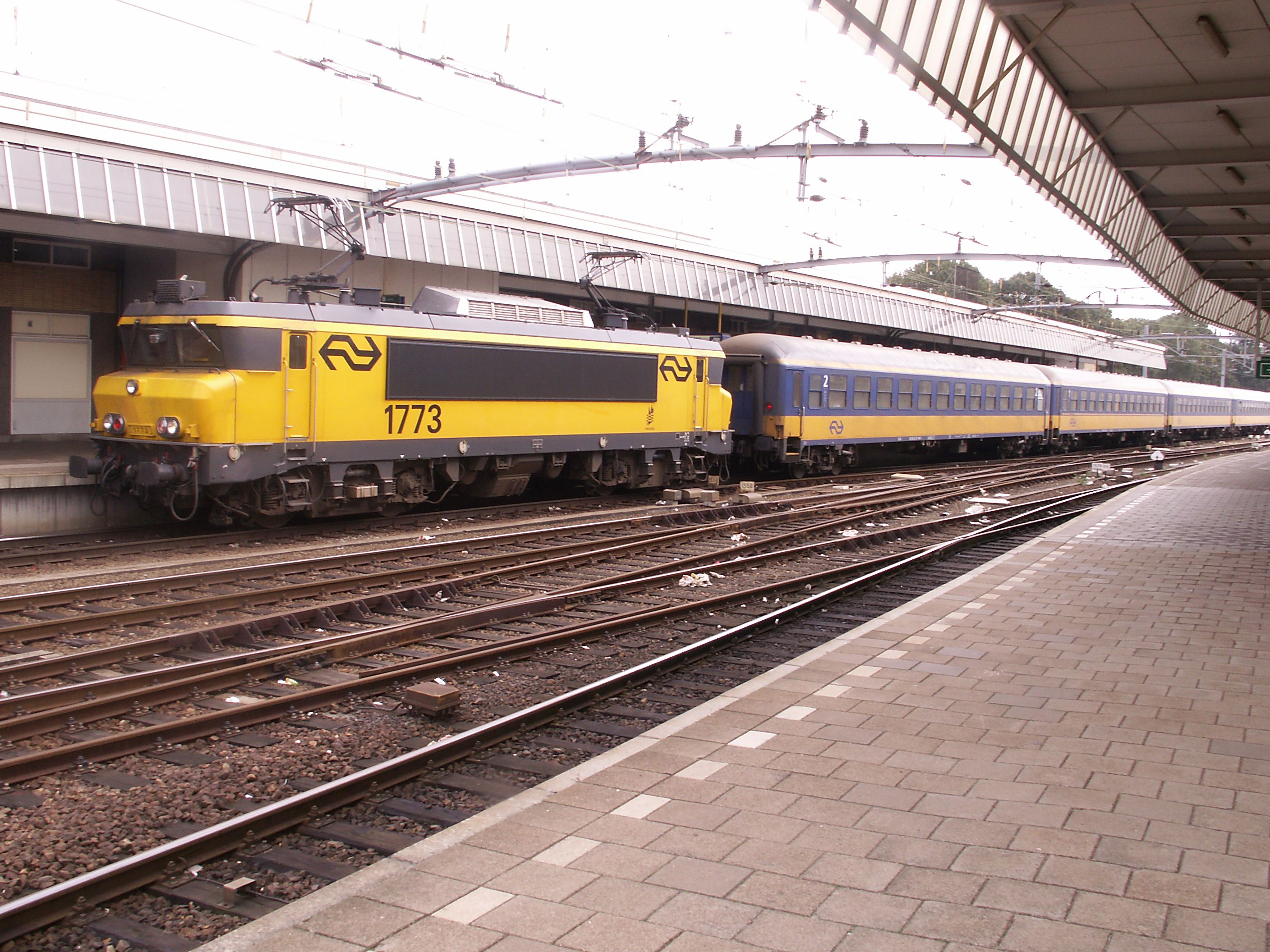
InterCity in Venlo

### Busverbindungen
Der Venloer Bahnhof ist nicht nur Eisenbahnknotenpunkt in der Region, sondern auch Busknotenpunkt im nördlichen Teil der niederländischen Provinz Limburg. So verkehren hier neben den städtischen Buslinien auch überregionale Busse nach Roermond, Weert, Venray, Nijmegen und Kaldenkirchen. Auch die Linie 29 der NIAG fährt montags bis freitags dreimal, samstags zweimal nach Neukirchen-Vluyn, Vluyner Südring. Dort wird sie ohne Umsteigen auf die Linie 929 nach Moers und Duisburg durchgebunden. Hier wird der VRR-Tarif angewandt.

### Besonderheiten
Wenn es zu Bauarbeiten auf der Hollandstrecke kommt, werden bzw. wurden die Intercity-Express-, Nightjet- und (bis zu ihrer Einstellung) CityNightLine-Züge über die Route Mönchengladbach–Venlo–Eindhoven umgeleitet, der Venloer Bahnhof ist/war somit zeitweise als ICE- und CNL-Station direkt mit den Großstädten Amsterdam, Frankfurt am Main, München, Basel und Zürich verbunden. Da es mindestens einmal im Jahr zu Bauarbeiten auf der Hollandstrecke kommt, hält somit während etwa eines Wochenendes der internationale Fernverkehr in Venlo. Weiterhin verkehren hier sowohl im Sommer als auch im Winter Saisonzüge in Richtung Süddeutschland, Schweiz und Italien.

## Sonstiges

### Funktion als Grenzbahnhof
Venlo ist ein Grenzbahnhof, an dem die unterschiedlichen Stromsysteme Deutschlands und der Niederlande aufeinanderstoßen. Es können daher mehrere Oberleitungen von den in Deutschland verwendeten 15 kV Wechselspannung auf die niederländischen 1,5 kV Gleichspannung umgeschaltet werden. Aufgrund dessen finden in dem neben dem Personenbahnhof gelegenen Güterbahnhof viele Rangierbewegungen statt, da die Zugloks von Rangierlokomotiven wieder unter den Fahrdraht mit dem passenden Stromsystem gezogen werden müssen. Ein Ablaufberg ist jedoch nicht vorhanden.

### Bahnhofsname
Der Bahnhof von Venlo trägt zwar offiziell nicht den Zusatz „Centraal“ (früher Centraal Station (CS)), kann jedoch trotzdem als Hauptbahnhof der Stadt Venlo angesehen werden, da es noch zwei weitere Bahnhöfe in Venlo gibt (Blerick und Tegelen) und der Bahnhof Venlo der zentrale Halt aller in Venlo verkehrenden Bahnlinien sowie Knotenpunkt im regionalen Busverkehr ist.
Im Betriebsstellenverzeichnis der NS wird der Bahnhof unter dem Kürzel Vl geführt, bei der Deutschen Bahn heißt er XNVL (X – Ausland, N – Niederlande, VL – Venlo).